# Пащенко Дмитро Романович
Дмитро Романович Пащенко (1759—1809) — український дворянський історик. У 1779—1781 роках склав «Опис Чернігівського намісництва» — цінне джерело для вивчення соціально-економічного становища селян і козаків Лівобережної України в 2-й половині 18 століття.

## Біографія
Народився в сім'ї військового товариша Гадяцького полку. Службу розпочав 6 лютого 1772 року у 13-річному віці у Гадяцькій полковій канцелярії, де з 1774 року працював канцеляристом. 1777 року перевівся у Малоросійську колегію, де обіймав посаду колезького канцеляриста. З 1782 року служив секретарем у 1-му Департаменті Чернігівського губернського магістрату і в цей період був у складі Комісії з розмежування малоросійських губерній. 1783 року отримав чин полкового писаря, а 31 грудня 1784 року вийшов у відставку. 1 січня 1785 року був обраний від дворянства засідателем Березнянського повітового суду, а 20 травня того ж року був перейменований у титулярні радники. Пащенко залишався на посаді засідателя Березнянського повітового суду два трирічних строки, тобто до 1 січня 1791 року. З 1 січня 1791 року був обраний суддею у той самий суд і перебував на цій посаді до 1 травня 1797 року. 1796 року йому був наданий чин колезького асесора. З 1 травня 1797 року, після скасування Березнянського повітового суду, по 1798 рік був членом суду, особливо заснованого у селі Хлоп'яниках Авдіївської волості, Сосницького повіту. 1802 року був обраний підкоморієм Городнянського повіту і перебував на цій посаді до 1908 року.
Обіймаючи посаду колезького канцеляриста, Пащенко з 12 серпня 1779 року перебував у складі особливої комісії, що мала на меті опис України для порад у поділі її на три губернії і працювала до 1781 року. Перебуваючи у складі комісії, Пащенко 1781 року склав «Опис Чернігівського намісництва». Можливо, він був лише одним зі складачів «Опису» або його редактором. Рукопис цієї праці було знайдено у 1860-х роках О. Лазаревським у архіві Чернігівського губернського правління поміж справ Малоросійської Колегії і опублікована ним у 1867 і 1868 роках. Ще раніше О. Шафонський на матеріалах «Опису» написав «Чернігівського намісництва топографічний опис з коротким географічним і історичним описом Малої Росії», який було видано 1851 року.